# 胡拱辰
胡 拱辰（こ きょうしん、永楽15年（1417年）- 正徳3年1月28日（1508年2月28日））は、明代の官僚。字は共之。本貫は厳州府淳安県。

## 生涯
正統4年（1439年）、進士に及第した。黟県知県となり、善政で知られた。正統5年（1440年）、監察御史に抜擢された。時弊八事を上疏した。父が死去したため、辞職して帰郷した。
正統14年（1449年）、景泰帝が即位すると、服喪期間中の者にも官への復帰が求められた。拱辰が上京すると、将軍の選抜・国の防衛・徳の修養・災害の根絶についてたびたび上疏した。貴州左参政として出向した。白水堡の仡佬族の頭目である沈時保が明に服従しようとしなかったことから、拱辰は総兵官の方瑛に将軍を派遣して沈時保を捕らえさせるように言った。仡佬族の乱は鎮圧された。また梁珤らが畢節に赴き、水西宣慰使の隴富の乱を鎮圧した。母が死去すると、拱辰は服喪のため官を去ったが、賄賂を受け取ったと御史に弾劾されて、浙江で取り調べを受けた。潔白が証明されて、広東参政に転じた。広西・四川の左右布政使を歴任し、反乱鎮圧の功績があった。
成化8年（1472年）、拱辰は南京右副都御史に任じられた。成化9年（1473年）、提督操江をつとめた。成化11年（1475年）、南京兵部右侍郎に転じた。皇太子位が長らく空位だったことから、拱辰は南京吏部尚書の崔恭らとともに皇太子冊立を請願した。成化14年（1478年）、左副都御史に転じ、食糧備蓄を監督した。成化20年（1484年）、南京工部尚書に転じた。弘治14年（1501年）、老齢のため致仕した。正徳3年正月丙寅（1508年2月28日）、死去した。享年は92。太子少傅の位を追贈された。諡は荘懿といった。著書に『南海神祠嘉恵録』・『南海神祠事実』6巻・『鶏肋集』・『錦官稿』・『従征稿』・『華封記事』・『山居雑詠』・『亦拙斎詩集』・『敬所雑著』があった。